# Olympisch voetbalelftal van de Verenigde Arabische Emiraten (mannen)
Het olympisch voetbalelftal van de Verenigde Arabische Emiraten is de voetbalploeg die de Verenigde Arabische Emiraten vertegenwoordigt op het mannentoernooi van de Olympische Spelen en de Aziatische Spelen.

## 1984-1988: Elftal van de Verenigde Arabische Emiraten
Het elftal van de Verenigde Arabische Emiraten wist zich niet voor de Olympische Spelen in 1984 en 1988 te plaatsen.

## Sinds 1992: Elftal van de Verenigde Arabische Emiraten onder 23
Sinds de kwalificatie voor de Olympische Spelen 1992 geldt voor mannen dat ze maximaal 23 jaar mogen zijn (met 1 januari van het olympisch jaar als peildatum). In 2012 wist de Verenigde Arabische Emiraten onder 23 zich voor het eerst voor de Olympische Spelen te plaatsen.

## Andere toernooien
Het olympisch voetbalelftal van de Verenigde Arabische Emiraten vertegenwoordigt de Verenigde Arabische Emiraten ook op de Aziatische Spelen, waar in 2010 de zilveren medaille werd gewonnen. De Gulf Cup olympische elftallen werd in 2010 gewonnen, een jaar later werd de finale na strafschoppen verloren van Oman.